# Tryonocryptus gigas
Tryonocryptus gigas là một loài tò vò trong họ Ichneumonidae.